# Charts In Print
Charts In Print was een privé-initiatief dat de twee belangrijkste single-hitlijsten van Nederland in druk liet verschijnen nadat het hitlijstenblad Charts in 2003 was gestopt. Het initiatief werd eind 2005 beëindigd nadat een van de lijsten, de Nederlandse Top 40, weer in druk was verschenen via FreeCharts, een uitgave van Free Record Shop B.V.

## Geschiedenis
Van 1965 tot en met 3 juli 1999 werd de Nederlandse Top 40 wekelijks in Nederland verspreid via platenzaken in het zogenaamde gedrukte exemplaar van de Top 40. Ook de Mega Top 50/Mega Top 100 en hun voorgangers werden op die manier verspreid. Dat gebeurde eerst via afzonderlijke exemplaren, maar op 10 juli 1999 gingen de afzonderlijke uitgaven van de Mega Top 100 en de Top 40 op in één uitgave: Charts.
Nadat de laatste aflevering van het hitlijstenblad Charts in december 2002 was verschenen, hield die hitlijstendistributiebron echter op. Op initiatief van enkele hitlijstenverzamelaars werd toen Charts In Print in het leven geroepen, in samenwerking met Mega Charts B.V., de vroegere uitgever van Charts, zodat de twee singlehitlijsten Mega Top 50 en Nederlandse Top 40 weer op een hitlijstenexemplaar in druk verschenen.
Hitlijstenverzamelaars konden zich abonneren op deze nieuwe exemplaren en kregen dan regelmatig een zending met deze hitlijsten in de brievenbus. Toen de Top 40 in september 2005 weer in druk verscheen via FreeCharts, een uitgave van Free Record Shop B.V., was het draagvlak onvoldoende om op deze manier door te gaan met het verspreiden van de nog overgebleven Mega Top 50. Dit privé-initiatief hield dan ook op 31 december 2005.

## Exemplaren
De zendingen bevatten de volgende hitlijsten:
- Vanaf 3 mei 2003:
  - Mega Top 50/vanaf 1 mei 2004 de 3FM Mega Top 50 (tot en met 31 december 2005)
  - Top 40 (tot en met 27 augustus 2005, aangevuld met het exemplaar van 4 januari 2003[1])